# Ca Pinyolet
Ca Pinyolet és una obra de Corbera d'Ebre (Terra Alta) inclosa a l'Inventari del Patrimoni Arquitectònic de Catalunya.

## Descripció
Edifici entre mitgeres es compon de planta baixa, pis i golfes. A la planta baixa, de carreus, hi ha un gran arc de mig punt que pràcticament recull tota l'amplada de la crugia. A la porta de fusta encara s'hi pot llegir, com en altres portes del carrer, "confiscat C.N.T", inscripció de la Guerra Civil. La planta superior i les golfes són de totxo massís manual de petites dimensions arrebossat en algunes parts. Al primer pis hi ha una balconada i a les golfes n'hi ha dos amb arcs rebaixats. La façana està rematada amb una cornisa motllurada de pedra. Les cases d'aquest carrer són edificis habitats més nous per la seva part posterior al poble nou.